# 서배너 시빅 센터
서배너 시빅 센터(Savannah Civic Center)은 미국 조지아주 서배너에 위치한 실내 경기장이다.